# Kitty Spencer
Kitty Eleanor Lewis (nascida Spencer; 28 de dezembro de 1990) é uma modelo e aristocrata britânica. É a filha mais velha de Charles Spencer, 9.º Conde Spencer, sobrinha de Diana, Princesa de Gales, e prima em primeiro grau de Guilherme, Príncipe de Gales, e do Henrique, Duque de Sussex. Kitty é embaixadora da marca de joalharia Bulgari e da casa de moda Dolce & Gabbana.

## Infância e educação
Kitty Spencer nasceu a 28 de dezembro de 1990 no Hospital de St. Mary, em Londres, filha de Charles Spencer, Visconde Althorp (mais tarde 9.º Conde Spencer), e de Victoria Lockwood. Pertence à família Spencer, uma família nobre inglesa que detém múltiplos títulos aristocráticos. Kitty tem três irmãos mais novos e quatro meios-irmãos mais novos, resultantes do segundo casamento do pai com Caroline Freud, do terceiro casamento com Karen Gordon, e do segundo casamento da mãe com Jonathan Aitken. A sua tia paterna foi Diana, Princesa de Gales. É prima em primeiro grau de Guilherme, Príncipe de Gales, e do Henrique, Duque de Sussex.
Foi criada na Cidade do Cabo, na África do Sul, onde frequentou a Reddam House, uma escola privada. Após o divórcio dos pais, em 1997, Kitty dividiu o seu tempo entre o Reino Unido, com o pai, e a África do Sul, com a mãe.
Em 2009, Kitty foi apresentada como debutante no Bal des Débutantes do Hôtel de Crillon, em Paris. Estudou psicologia, política e literatura inglesa na Universidade da Cidade do Cabo. Posteriormente, estudou história da arte e italiano em Florença, Itália, antes de concluir um mestrado em gestão de marcas de luxo na European Business School London, da Regent's University London.

## Carreira
Em 1992, quando Kitty tinha apenas um ano de idade, apareceu com a mãe na capa da edição britânica da Harper's Bazaar. Está atualmente representada pela agência Storm Model Management e fez a sua estreia profissional como modelo em 2015, na edição de dezembro da revista Tatler. Contudo, a sua primeira capa de revista foi em abril de 2009, também na Tatler.
Em setembro de 2017, desfilou para a Dolce & Gabbana durante a Semana da Moda de Milão. Foi capa da edição de junho de 2017 da Hello Fashion Monthly e apareceu igualmente na capa da Vogue Japão. No final desse mesmo ano, desfilou no espetáculo de Natal da Dolce & Gabbana na loja Harrods, em Londres.
Em 2018, foi uma das modelos destacadas na campanha publicitária de primavera/verão da Dolce & Gabbana em Veneza. Durante a Semana da Moda de Milão desse ano, desfilou no espetáculo Secrets & Diamonds da mesma marca. Em maio de 2018, a Bulgari anunciou que Kitty seria o novo rosto da marca de joalharia, assumindo o papel de embaixadora. Já havia anteriormente colaborado a marca, nomeadamente usando o colar Diva's Dream com diamantes. A 23 de setembro de 2018, voltou a desfilar em Milão para a coleção primavera de 2019 da Dolce & Gabbana.
Participou ainda em editoriais das revistas Marie Claire (Espanha) e Elle (Rússia), e foi capa da L’Officiel (Brasil) e da Tatler, esta última ao lado de Helena Christensen. Em fevereiro de 2021, foi oficialmente anunciada como embaixadora da marca Dolce & Gabbana.
Kitty é também embaixadora da Centrepoint, uma instituição de solidariedade que apoia jovens em situação de sem-abrigo. Apoia em particular o programa de habitação independente, que proporciona alojamento a preços acessíveis para ajudar jovens a reconstruir as suas vidas. A sua tia, Diana, Princesa de Gales, foi anteriormente patrona desta organização. Kitty é também administradora e patrona da associação militar Give Us Time. Em junho de 2017, contribuiu para a angariação de 140 mil libras a favor da Elton John AIDS Foundation. Tem igualmente colaborado na angariação de fundos para a organização Save the Children.

## Vida pessoal
Embora Kitty seja a primogénita do 9.º Conde Spencer, o título e as propriedades familiares, Althorp e Spencer House, irão passar para o seu irmão mais novo Louis Spencer, Visconde Althorp, em virtude da primogenitura masculina, conforme estipulado para o condado de Spencer. Kitty manifestou a sua convicção pessoal na igualdade de género, afirmando simultaneamente que acredita que o irmão deva herdar.
Assistiu aos casamentos de ambos os seus primos, o Príncipe Guilherme em abril de 2011 e o Príncipe Henrique em maio de 2018.

## Casamento e descendência
Em janeiro de 2020, Kitty anunciou o seu noivado com o empresário multimilionário sul-africano-britânico Michael Lewis, de 61 anos, presidente da empresa de moda Foschini Group. Casaram-se em Frascati, na Villa Aldobrandini, no dia 24 de julho de 2021. O vestido de noiva, um modelo longo de renda com mangas compridas, inspirado na época vitoriana, foi desenhado pela Dolce & Gabbana. A empresa criou um total de cinco vestidos personalizados para as celebrações, que decorreram ao longo de três dias.
Kitty tem três enteados adultos do casamento anterior do marido.
Kitty e Lewis têm uma filha em comum, nascida a 29 de abril de 2023. Kitty partilhou imagens da filha para celebrar o segundo aniversário da criança, sendo estas as primeiras declarações públicas sobre o aniversário. Spencer e o marido mantiveram o nascimento em privado até março de 2024.
Em 2025, residiam em Marylebone, Londres.